# Sara Shepard
Sara Shepard (Filadelfia, 8 aprile 1977) è una scrittrice statunitense, nota per aver scritto la serie di romanzi bestseller per giovani-adulti Giovani, carine e bugiarde (Pretty Little Liars).

## Biografia
Shepard si è diplomata alla scuola Downingtown West High a Downingtown, in Pennsylvania, nel 1995 ed ha ottenuto la sua laurea alla New York University. In seguito ha ricevuto un MFA al Brooklyn College e si è quindi trasferita da Tucson nei dintorni di Filadelfia con il marito. Il 15 agosto 2011, Sara ha avuto il primo figlio, un maschio.

## Opere

### La serieGiovani, carine e bugiarde(Pretty Little Liars)
1. Giovani, carine e bugiarde - Deliziose, 27 gennaio 2011 (Pretty Little Liars, 12 ottobre 2006) La prima edizione del libro, in Italia, era intitolata semplicemente Giovani, carine e bugiarde.
2. Giovani, carine e bugiarde - Divine, 1º settembre 2011 (Flawless, 7 marzo 2007)
3. Giovani, carine e bugiarde - Perfette, 30 agosto 2012 (Perfect, 21 agosto, 2007)
4. Giovani, carine e bugiarde - Incredibili, 27 giugno 2013 (Unbelievable, 27 maggio 2008)
5. Giovani, carine e bugiarde - Cattive, 10 aprile 2014 (Wicked, 25 novembre 2008)
6. Giovani, carine e bugiarde - Assassine, 15 ottobre 2015 (Killer, 30 giugno 2009)
7. Giovani, carine e bugiarde - Spietate, 13 ottobre 2016 (Heartless, 19 gennaio 2010)
8. Giovani, carine e bugiarde - Ricercate, 2 novembre 2017 (Wanted, 8 giugno 2010)
9. Giovani, carine e bugiarde - Perverse, 19 Luglio 2018 (Twisted, 5 luglio 2011)

## Serie televisive

### Pretty Little Liars
I libri della serie Giovani, carine e bugiarde sono stati adattati in una serie televisiva dalla ABC Family/Freeform, Pretty Little Liars. Shepard ha partecipato in un cameo nel settimo episodio della prima stagione e nel ventiquattresimo della quinta stagione. La trama dei primi quattro libri è stata concentrata nelle prime due stagioni della serie, che seguono fondamentalmente la trama della Shepard. Le cinque stagioni successive invece si distaccano molto dai romanzi, tanto che le sei protagoniste si ritrovano tutte con compagni diversi rispetto ai romanzi.

### The Lying Game
I libri della serie The Lying Game sono stati adattati in una serie televisiva dalla ABC Family/Freeform, The Lying Game. La serie è però stata cancellata dopo solo due stagioni.

### The Perfectionists
I libri della serie The Perfectionists sono stati adattati nel 2019 in una serie televisiva di Freeform, Pretty Little Liars: The Perfectionists. La creazione della serie è stata affidata a I. Marlene King. La serie è stata però cancellata dopo i primi dieci episodi, non arrivando neanche a concludere la prima stagione.